# Podiebrady 2014
Podiebrady 2014 – mityng w chodzie sportowym, który odbył się 12 kwietnia w czeskich Podiebradach. Impreza była kolejną w cyklu IAAF Race Walking Challenge w sezonie 2014.

## Rezultaty
| WL – najlepszy tegoroczny wynik na listach światowych \| PB – rekord życiowy |

### Mężczyźni
| Konkurencja:  | 1. miejsce | Rezultat | 2. miejsce        | Rezultat | 3. miejsce      | Rezultat |
| Chód na 20 km | Matej Tóth | 1:20:00  | Rafał Fedaczyński | 1:20:18  | Andrij Kowienko | 1:20:26  |

### Kobiety
| Konkurencja:  | 1. miejsce       | Rezultat | 2. miejsce    | Rezultat | 3. miejsce        | Rezultat |
| Chód na 20 km | Anežka Drahotová | 1:29:43  | Erica de Sena | 1:30:43  | Neringa Aidietytė | 1:30:54  |